# Samsung Galaxy S8
Les Samsung Galaxy S8 et Galaxy S8+ sont des smartphones Android haut de gamme de type phablette produits par la société Samsung Electronics,. Ils font partie de la gamme Galaxy S.
La présentation des smartphones a été faite le 29 mars 2017 à New York, soit un mois après le Mobile World Congress en raison de tests supplémentaires à la suite des explosions ayant touché le Samsung Galaxy Note 7 en 2016. La présentation était également diffusée en direct sur Internet et sur l’application mobile téléchargeable sur le Samsung Galaxy Apps Store. Les deux appareils sont commercialisés le 21 avril 2017.
Le S7 a 2 560 pixels de large et le S8 en a 2 960.
Les Galaxy S8, S8+, sont marqués par le remplacement du bouton maison, par des touches tactiles capacitives intégrées directement à l’écran et qui sont interchangeables. On retrouve ce même dispositif chez certains constructeurs Android et sur les ROM alternatives comme LineageOS.

## Histoire

### Développement

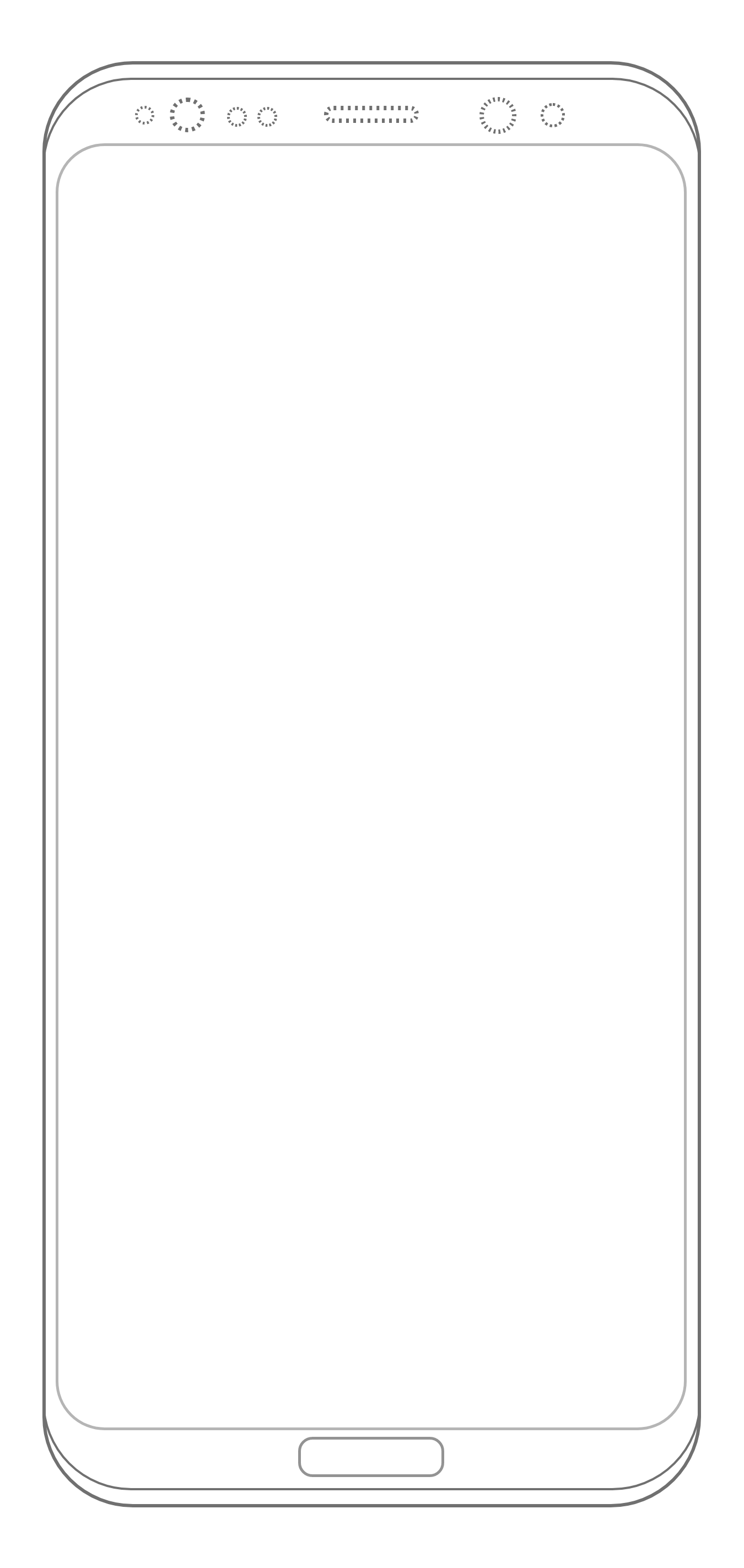
Reconstitution du brevet du Galaxy S8 avec un bouton accueil

La recherche et développement des composants de la série des Galaxy S8 aurait été terminée en juillet 2016, quelques mois avant la présentation du Galaxy Note 7. Ils sont désignés sous le nom de code de « Project Dream », littéralement « projet du rêve », et les numéros de modèle « SM-G95xx », le numéro « SM-G94xx » ayant été sauté par tétraphobie,.
Durant la phase de recherche, plusieurs brevets sont déposés par Samsung Electronics, notamment pour l'utilisation d'un double objectif photo, présent sur certains des prototypes ayant fuités,, mais ils ne sont finalement pas utilisés avant le Galaxy S9, à cause de limitations techniques et afin de se concentrer sur l'amélioration du capteur principal,. Un autre brevet enregistré à Office de l'Union européenne pour la propriété intellectuelle protège le design des deux smartphones, avec leur écran incurvé, et décrit les capteurs intégrés. Cependant, le bouton accueil, visible dans la partie inférieure de l'illustration, est retiré dans la version finale de l'appareil. Fin 2016, Samsung Display annonce officiellement travailler sur un écran OLED occupant plus de 80 % de la surface du smartphone, et confirme l'absence de bouton accueil.
En octobre 2016, le développement de Samsung Experience, la surcouche Android intégrée qui succède à TouchWiz, commence. Entre janvier et mars 2017, plusieurs marques sont déposées, dont « Galaxy S8 » et « Infinity Display »,.

### Lancement
En octobre 2016, après l'arrêt de la commercialisation des Galaxy Note 7 à cause de plusieurs problèmes liés à la batterie, Samsung Electronics connait une forte baisse de la confiance de ses utilisateurs, et enregistre une perte estimée à 10 milliards de dollars. Dans le but de regagner les clients, Shin Jong-kyun, alors directeur de Samsung Mobile, annonce un contrôle de sécurité en huit points et promet avoir corrigé les problèmes de batterie pour les futurs smartphones,. Le Galaxy S8 subit plusieurs fuites avant sa sortie,, et est prédit par certains analystes comme le « smartphone de l'année »,. Samsung dévoile en février son processeur, l'Exynos 8895. Les Galaxy S8 et Galaxy S8+ reçoivent leur certification FCC, nécessaire à leur commercialisation aux États-Unis le 9 mars 2017, sous les numéros de modèles respectifs « SM-G950U » et « SM-G955U ».
Contrairement aux précédents smartphones de la gamme Galaxy S, le Galaxy S8 n'est pas annoncé lors du Mobile World Congress. Plusieurs trailers sont publiés quelques jours avant et des invitations sont envoyées aux principaux médias. La conférence se tient le 29 mars 2017 dans le David Geffen Hall du Lincoln Center à New York, et est retransmise sur YouTube, le site web de Samsung et l'application disponible sur le Galaxy Store. Il est également possible de la visionner à 360°, avec un casque de réalité virtuelle. La production du smartphone est estimée par plusieurs sources à 5 millions d'unités par mois pour les premiers mois de commercialisation,, et l'entreprise d'analyse IHS Markit prédit des ventes de smartphones en hausse de 7 % pour Samsung Mobile, à 331 millions d'appareils en 2017.
Les Galaxy S8 et Galaxy S8+ sont les premiers smartphones de Samsung à n'être disponible que dans des versions à l'écran incurvé. Les précommandes sont ouvertes quelques heures après la conférence et le téléphone est mis en vente un mois plus tard, le 28 avril 2017. Ils succèdent aux Galaxy S7 et Galaxy S7 Edge, présentés en 2016, et qui se sont vendus à environ 55 millions d'exemplaires.

### Réception

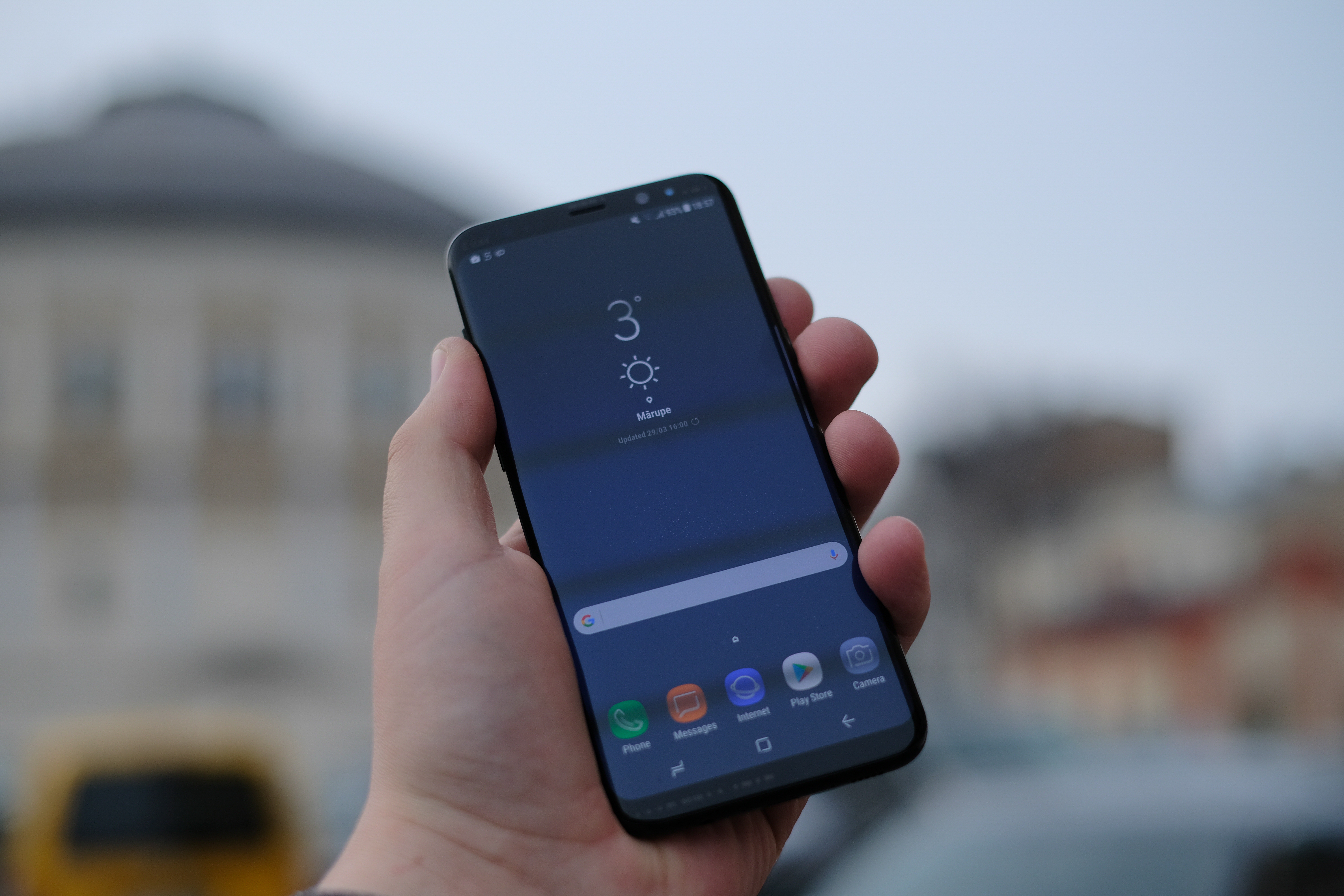
Le Galaxy S8 vu de face

À la sortie des Galaxy S8 et S8+, iFixit révèle que les batteries des deux smartphones sont les mêmes que celles du Galaxy Note 7, qui avait connu une centaine de cas d'explosions en 2016,. Plusieurs experts, relayés par Forbes, préviennent des risques d'incendie que présentent les accumulateurs lithium-ion utilisés, très enclins à s'enflammer à cause de la porosité du matériau isolant la cathode de l'anode,. Samsung promet au contraire une fiabilité des batteries améliorée grâce à des inspections en huit points et un contrôle de qualité plus exigeant,. Plusieurs tests de durabilité montrent que les accumulateurs, toujours fabriqués par Samsung SDI, n'explosent pas, même après avoir été coupés ou percés, notamment grâce à un liquide isolant de sécurité qui se répand pour prévenir les courts-circuits.
Le site spécialisé DxOMark attribue la note de 88 pour la qualité des photos du smartphones, ce qui le place deuxième en 2017, un point derrière le Google Pixel. Il salue notamment l'autofocus pour sa rapidité et précision et le rendu des couleurs fidèle même en faible luminosité, mais regrette le manque de détails dans les zones avec de faibles contrastes.

### Déclinaisons
Le 7 août 2017, le Galaxy S8 Active est annoncé, et succède au Galaxy S7 Active. Il se distingue par une conception renforcée par rapport aux Galaxy S8, notamment grâce à sa coque de protection en plastique de 9,9 mm. Le smartphone est certifié par l'indice IP68 pour la résistance à l'eau et à la poussière pendant 30 min à 1,5 m de profondeur, et par la norme militaire MIL-STD-810G qui garantit entre autres une protection contre les chocs ou les températures extrêmes. À l'instar du Galaxy S8, l'écran de 5,8 pouces est d'une définition de 2 960 × 1 440 px, mais n'est pas incurvé, afin d'améliorer sa durabilité, et est entouré d'un chassis en métal. Il est également protégé par le verre Gorilla Glass 5 de Corning, et par un film en plastique polyuréthane empêchant les rayures. La batterie Lithium-Ion est 30 % plus large que sur les modèles principaux, d'une capacité de 4 000 mAh.
Le 22 mai 2018, Samsung présente le Galaxy S Light Luxury, une version du Galaxy S8 avec des caractéristiques légèrement inférieures. Il est équipé de 4 Go de mémoire, 64 Go de stockage et de la même batterie de 3 000 mAh, mais avec un écran moins défini, de 2 220 × 1 080 px et un processeur moins puissant, le Snapdragon 660. Il est commercialisé uniquement en Chine et lancé avec Android Oreo. Certains médias lui reprochent de ne pas corriger les problèmes du Galaxy S8, notamment en conservant le même design, avec le bouton Bixby jugé inutile et le capteur d'empreinte digitale peu ergonomique car placé trop haut,. Il est également connu sous les noms de Galaxy S8 Lite ou Galaxy S9 Lite,.

### Mises à jour
Samsung a cessé de déployer les mises à jour pour le Galaxy S8 début mai 2021.

## Caractéristiques

### Écran

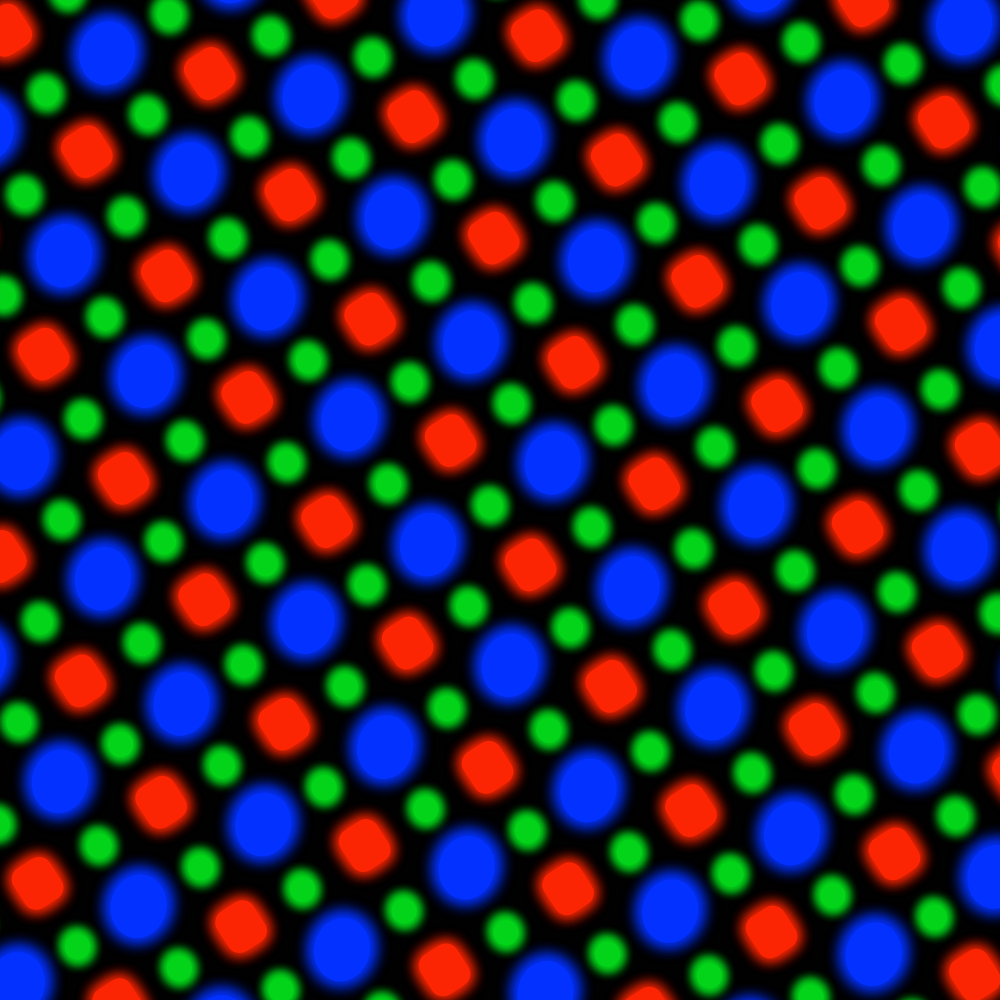
L'agencement des sous-pixels de l'écran du Galaxy S8

Les Galaxy S8 et S8+ sont respectivement équipés d'écrans de 5,8 pouces (14,7 cm) et 6,2 pouces (15,7 cm) à une résolution de 570 et 539 ppp. Ce sont les premiers appareils de la gamme Galaxy S à n'être disponibles qu'en une unique version à écran incurvé. La définition de la dalle, supérieure à du Quad HD, de 2 960 × 1 440 pixels, est l'une des plus élevées sur un smartphone en 2017, avec quatre fois plus de pixels que sur l'iPhone 7, deux fois plus que sur le Google Pixel 2, et 15 % de plus que sur le Galaxy S7. Enfin, le ratio d'écran, de 18.5 pour 9, plus étiré que les modèles précédents, permet d'afficher plus de contenu pour une même largeur d'écran, mais peut poser des problèmes pour atteindre les bords supérieurs du smartphone en utilisation à une main, ou lors du redimensionnement du contenu affiché.
La dalle AMOLED, fabriquée par Samsung Display, est constituée d'un agencement de pixels RGB en motif de matrice « diamond pentile », c'est-à-dire avec des sous-pixels bleus plus gros que les rouges, en forme de losange, et de petits sous-pixels ovales verts, deux fois plus nombreux. Cette disposition permet un plus grand nombre de pixels par pouce, et ainsi une meilleure lisibilité, notamment lorsque l'œil est proche de l'écran, par exemple pour la réalité virtuelle,. À résolution équivalente, le nombre de pixels est donc plus faible sur les dalles pentile que sur les dalles classiques, avec des sous-pixels en colonne, ce qui a permis une amélioration de l'efficacité énergétique de la dalle de 56 % par rapport au Galaxy S4.
En avril 2017, le site spécialisé DisplayMate accorde pour la première fois à un smartphone la note la plus élevée, un A+, saluant les nombreuses améliorations technologiques et esthétiques. La plage de couleur est améliorée, et couvre 113 % de l'espace DCI-P3, utilisé généralement pour le visionnage de films en haute qualité, et 142 % des espaces standards sRGB, Adobe RGB et Rec. 709, utilisés par la plupart des autres contenus multimédias, sur YouTube et les iPhone notamment. À l'instar du Galaxy Note 7, le smartphone enregistre une luminance maximale supérieure à 1 000 cd m−2, 60 % plus élevée que celle de l'iPhone X, et dispose de capteurs permettant d'optimiser la teinte et l'intensité des couleurs de l'écran en fonction de la lumière ambiante, ainsi que de filtres de lumière bleue pour limiter les perturbations du cycle de l'horloge biologique. La luminosité minimale est de 1,88 cd m−2.
Il est le premier téléphone mobile certifié par l'Alliance UHD compatible avec le HDR Mobile Premium, qui garantit une fidélité des couleurs similaire à celle des téléviseurs également certifiés. En outre, il possède l'une des plus faibles réflectances mesurées, à 4,5 %, et le contraste le plus élevé sous une lumière ambiante. Grâce à la dalle OLED, l'écran peut afficher des noirs parfaits en éteignant les pixels, permettant ainsi un rapport de contraste infini. Cependant, les couleurs de l'écran seraient trop saturées en mode normal, avec un écart de couleur ∆E de 5,98 – ∆E de 2,3 en mode normal.

### Appareil photo

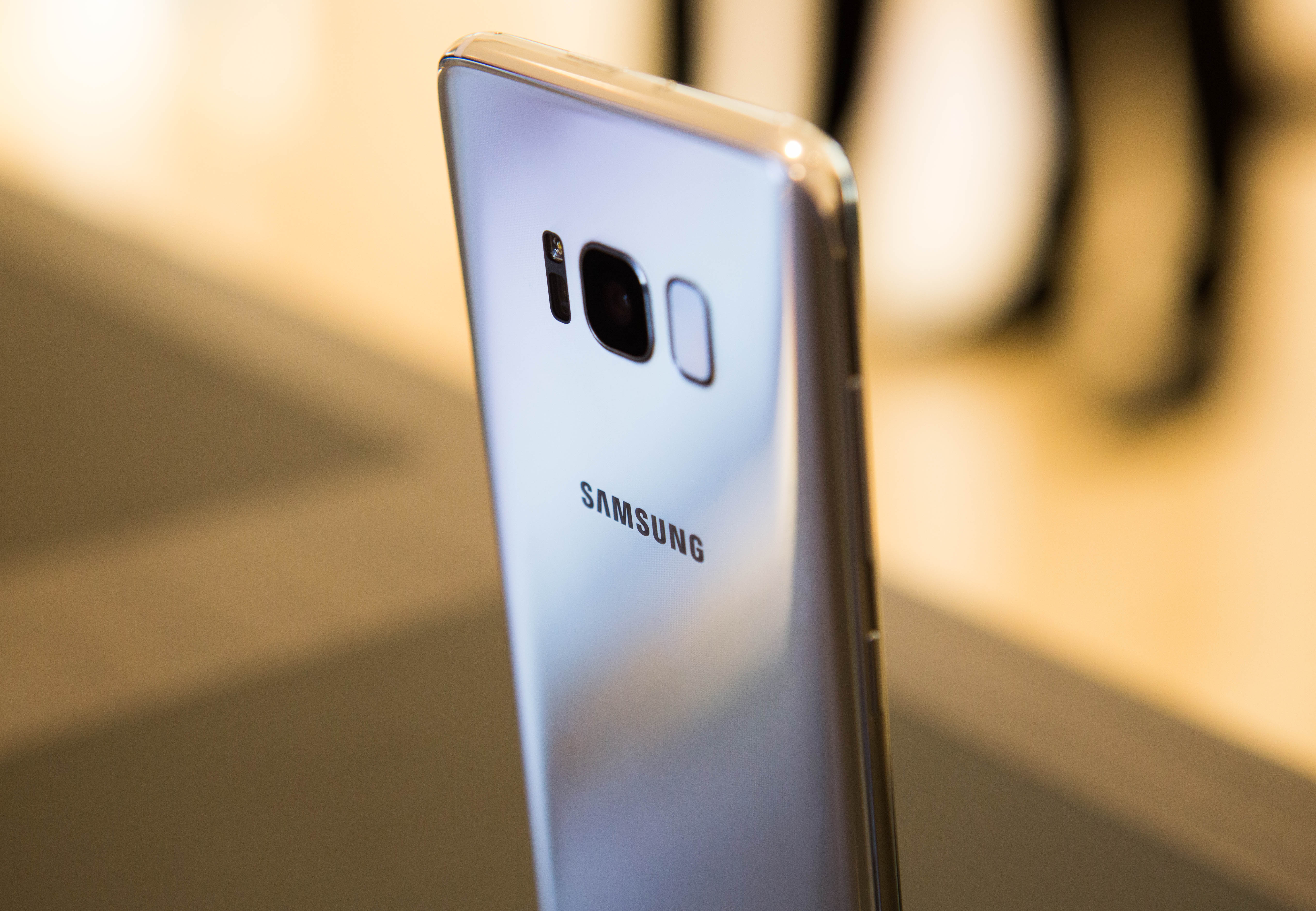
L'objectif photo du Galaxy S8

Les deux smartphones intègrent les mêmes appareils photographiques numériques : un unique objectif de 12 Mpx à l’arrière et un autre de 8 Mpx à l’avant, pour les selfies. Contrairement à l'iPhone 7 Plus, ils ne possèdent donc pas de double objectif photo,.
Au dos de l'appareil, les photos sont prises par un capteur CMOS – abrégé de Complementary metal oxide semi-conductor – fabriqué par deux entreprises différentes afin de minimiser les retards de production : le capteur IMX333 de Sony, et le S5K2L2 de Samsung Isocell. Les deux possèdent les mêmes caractéristiques, avec une ouverture de ƒ/1.7, une longueur focale de 26 mm, une taille de 1⁄2,55 pouce – environ 0,99 cm –, des pixels de 1,4 µm, un champ de vue de 77° et une stabilisation d'image optique.
Ils utilisent la technologie « Dual-Pixel AF », littéralement « autofocus à double pixel », introduite sur le Galaxy S7. Sur un capteur numérique traditionnel, comme celui du Galaxy S4, chaque pixel est défini par un photosite qui décompose les photons de la lumière en trois couleurs grâce à une matrice de Bayer, et la transmet sous forme de signal électrique grâce à des photodiodes. Cependant, certains des photosites (en général environ 5 %) sont uniquement destinés à l'analyse du contraste de l'image afin d'ajuster l'autofocus par tâtonnement. Au contraire, sur les capteurs dual pixel, bien que le principe de décomposition de la lumière est le même, les photosites sont dédoublés, et possèdent donc deux photodiodes chacun. Toutes les photodiodes participent alors à la mise au point : le signal est transmis au processeur qui calcule en temps réel l'autofocus à appliquer en comparant la différence entre la lumière reçue par les deux photodiodes d'un même photosite, grâce à une méthode similaire à celle de l'autofocus à détection de phase,. L'autofocus peut ainsi se faire en quelques millièmes de seconde, et est plus précis, grâce aux informations récoltées plus nombreuses.
Cette technologie a d'autres avantages : elle permet par exemple de mieux détecter les contours du sujet en mode portrait et ainsi d'appliquer un effet bokeh numérique plus réaliste. Contrairement à l'iPhone 7 Plus, un deuxième objectif photo n'est donc pas nécessaire, puisque la profondeur de champ peut être calculée grâce à la différence entre les signaux de plusieurs photodiodes. De plus, avec deux photodiodes par photosites, le récepteur peut théoriquement recevoir jusqu'à deux fois plus de photons. L'algorithme peut alors, en combinant ces données, obtenir des photos plus fines et nettes, en particulier dans les zones sombres, qui réfléchissent peu les photons.
À l'avant, la caméra de huit mégapixels permet de réaliser des selfies et des vidés en 1440p à 30 images par seconde. Elle possède une stabilisation optique d'image, et un capteur plus petit, de 1/3,6 pouce, avec des photosites de 1,22 µm.

### Processeur et stockage
Les Galaxy S8 et S8+ sont les premiers appareils équipés de SoC Exynos 8895, fabriqués par une filiale de Samsung Electronics. Présentée en février 2017, elle est la première puce Exynos gravée en 10 nm, comme l'Apple A10X Fusion ou le Snapdragon 835. Elle succède à l'Exynos 8890 du Galaxy Note 7, gravé en 14 nm.
La puce utilise une architecture améliorée, avec des transistors à effet de champ à ailettes (abrégé FinFET), qui, par rapport aux transistors MOSFET et CMOS, permettent une plus grande densité de courant et une durée plus courte du temps de transition du signal d'horloge. Couplée à la finesse de 10 nm, cette technologie permet une amélioration des performances de 27 % et une consommation énergétique réduite de 40 % par rapport à la génération précédente. Cette efficacité est également permise par l'architecture ARM big.LITTLE, c'est-à-dire l'utilisation de plusieurs cœurs à hautes performances – dans ce cas, quatre cœurs Exynos Mongoose 2 cadencés à 2,31 GHz –, et de cœurs à faible consommation – ici, quatre ARM Cortex-A53 à 1,69 GHz. Ils sont pour la première fois intégrés dans une architecture système hétérogène (en) octa-core de 64 bits, qui met en commun la mémoire du CPU et GPU,, et permet ainsi une utilisation plus optimisée des ressources. La puce contient également un module destiné à la sécurité de l'appareil, notamment utilisé par le scanner d'iris lors des paiements avec le téléphone,.
Le processeur graphique, l'ARM Mali-G71, est deux fois plus puissant que celui du Galaxy S7. Il supporte théoriquement la réalité virtuelle en 4K, la capture de vidéos en ultra-haute définition à 120 images par seconde et la gestion de deux objectifs photo. En outre, il est équipé d'une unité d'analyse d'image (en) qui permet, grâce à l'intelligence artificielle, d'accélérer certaines tâches généralement effectuées par le CPU, comme la reconnaissance d'objets ou encore le suivi de points dans vidéo, utile pour la stabilisation numérique.
Le téléphone utilise deux types de puces SOC selon les zones géographiques : une puce Exynos 8895 de Samsung pour l’Europe et l'Asie et un SOC Snapdragon 835 pour l’Amérique et la Chine. Il en est de même pour le processeur graphique : un ARM Mali G71 MP20 pour la zone « monde » et un Adreno 540 pour les États-Unis et la Chine.
Par ailleurs, les deux déclinaisons sont pourvues d’une mémoire vive de 4 Go, sauf en Chine et en Corée du Sud où la capacité monte à 6 Go pour le S8+. Le stockage existe en version 64 et 128 Go.

### Batterie
La capacité de la batterie est de 3 000 mAh pour le Samsung Galaxy S8 et de 3 500 mAh pour la version S8+. Le S8+ possède le même type de batterie que le Samsung Galaxy Note 7.

### Divers
En ce qui concerne les applications, l’appareil accueille un nouvel assistant virtuel du nom de Bixby, créé par les créateurs de Siri et le système d’exploitation Android 7.0 Nougat. Néanmoins, celui-ci ne sera pas disponible au lancement.
Le capteur d’empreinte digitale est situé à l’arrière tandis que le capteur biométrique et d’iris est à l’avant.
Le prix est de 809 euros pour le Galaxy S8 et 909 euros pour le Galaxy S8+,.
L’appareil prend également en compte la technologie Bluetooth 5.0 et le Dual Audio.
Par ailleurs, la station d'accueil DeX permet d’utiliser le smartphone comme un ordinateur.
Le Samsung Galaxy S8 est également livré avec une paire d’écouteurs Harman AKG, d’une valeur estimée de 100 dollars.
Microsoft a annoncé la commercialisation d’une version de ces deux smartphones incluant des applications maisons comme Cortana, en plus de Bixby.

### Conception
Les Galaxy S8 sont les premiers smartphones Samsung dépourvus de boutons accueil, retour et applications, remplacés par des touches virtuelles, sur l'écran. Cette absence permet, avec la courbure de l'écran, d'obtenir une surface d’affichage couvrant 84 % de la face avant, battant ainsi de peu le record établi en 2016 par Xiaomi.
La taille du smartphone S8 est équivalente à celle du S7 Edge et est proche de celle du S6 Edge+ pour le S8+. Sept coloris sont disponibles lors du lancement : noir carbone, argent polaire, orchidée (violet), blanc et turquoise, or et bleu corail. Un huitième coloris, rose, sort en octobre 2017.
Le format d’image est de 2,06. Le plus faible format d’image de la gamme S est 1,50. Beaucoup de films et clips ont le format 2,4. L’augmentation au fil du temps du format de l’appareil, est un choix afin de correspondre à l’usage croissant de visionner des films aux formats 2,4 et de placer côte à côte deux carrés identiques afin de profiter par exemple de deux applications en même temps dans le cadre de la fonction multitâche offerte par Android.

## Critiques
Mauvais emplacement du lecteur d’empreintes digitales à l’arrière et l’écran serait fragile.
Sa reconnaissance faciale est jugée peu fiable, le téléphone pouvant être déverrouillé au moyen d’une photo de son propriétaire, en comparaison avec la concurrence, le scanner rétinien du Microsoft Lumia 950 est bien plus fiable et fonctionne mieux selon divers tests de ce smartphone. Il est conseillé d’utiliser le scanner d’iris intégré au téléphone, beaucoup plus fiable et sécurisé.
Certains exemplaires du téléphone affichaient un écran rougeâtre et ont dû être échangés par la firme. Fin avril 2017, la firme annonce une mise à jour.L'autonomie annoncée pourrait être moindre que celle du Galaxy S7.

## Récompenses
Le 6 octobre 2017, il est sacré « smartphone de l’année 2017 » par le Mobile Choice Consumer Awards.

## Galerie

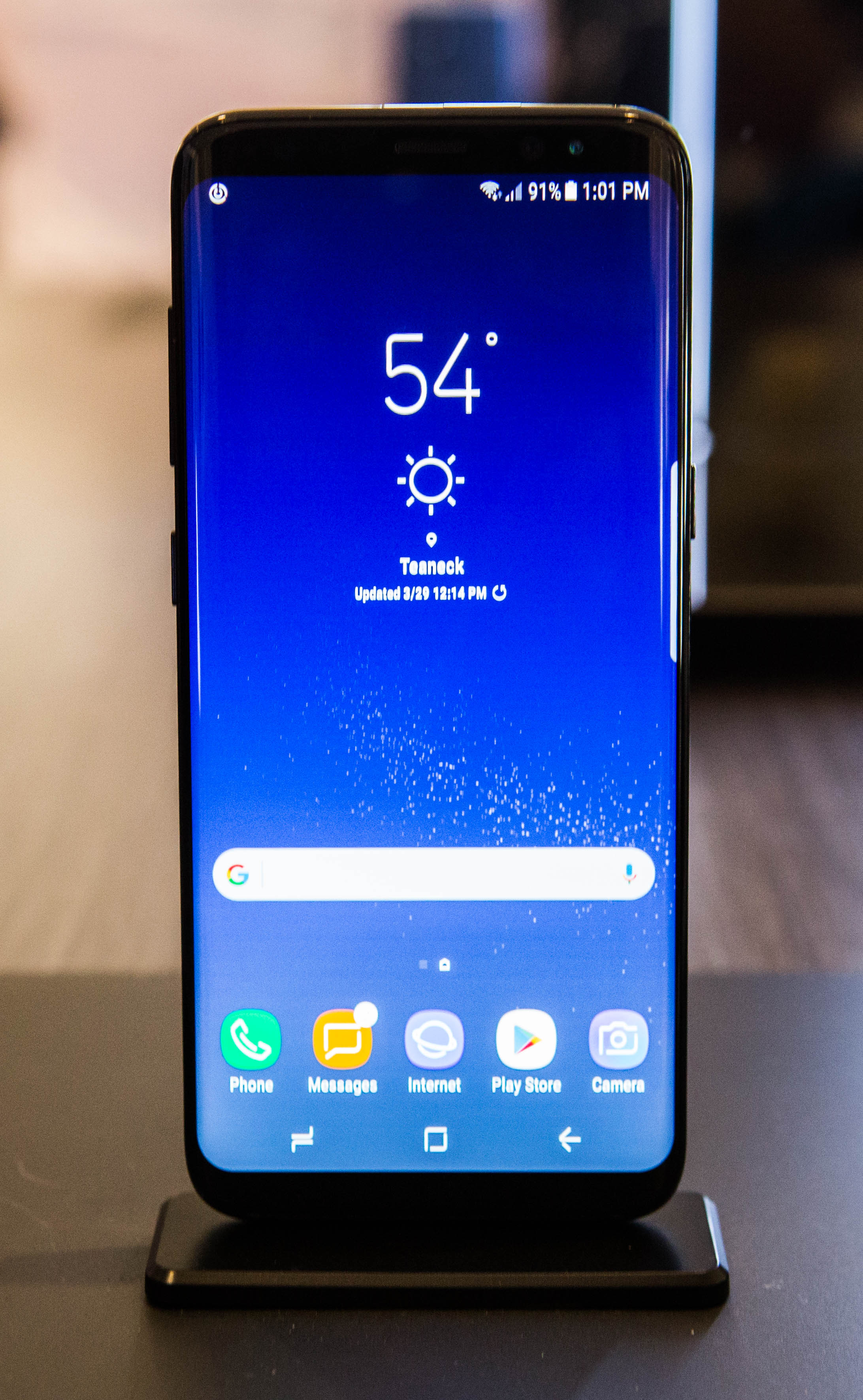
Galaxy S8 avec chargeur par induction (vue avant).
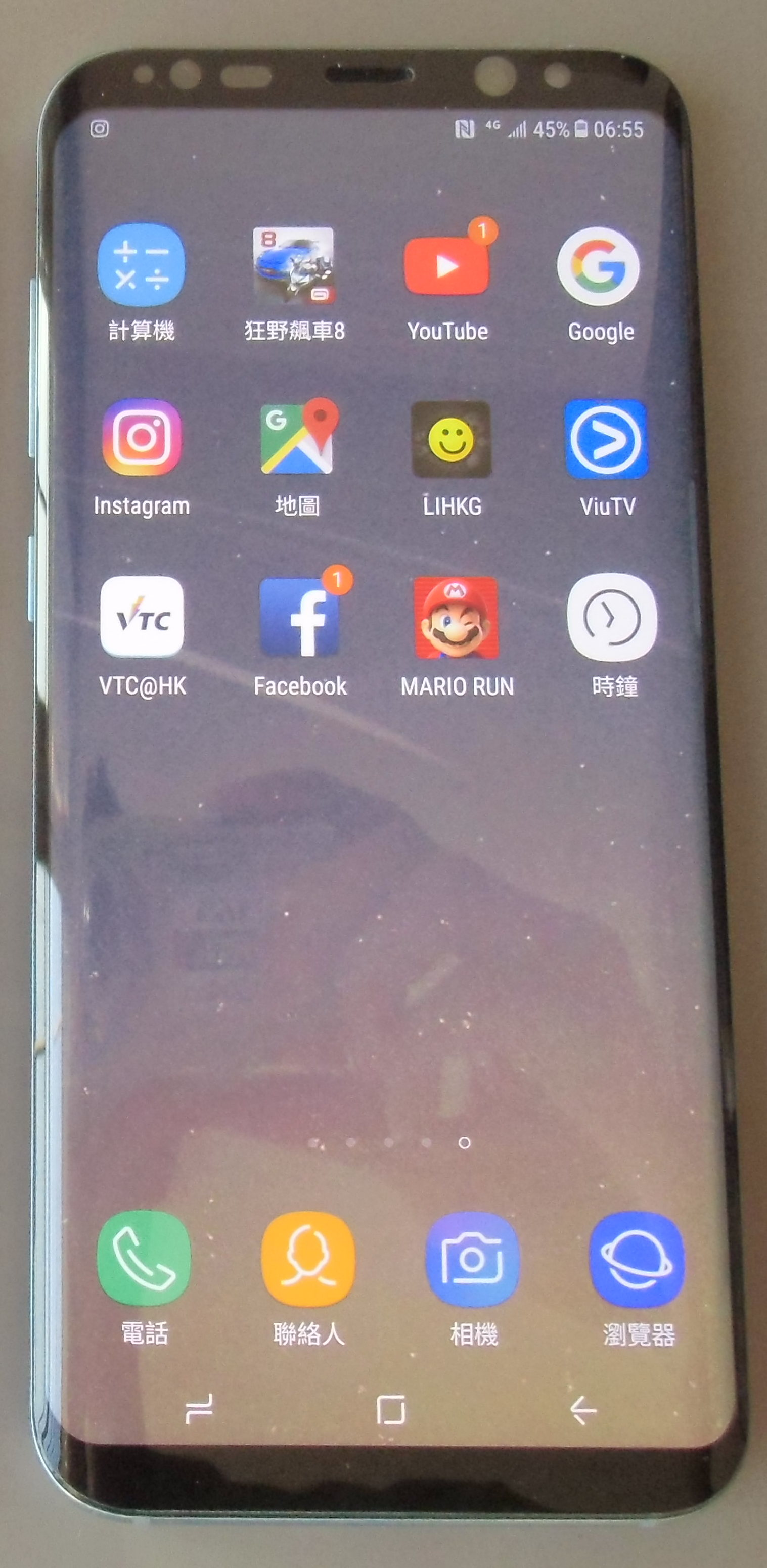
Galaxy S8+ (vue avant).
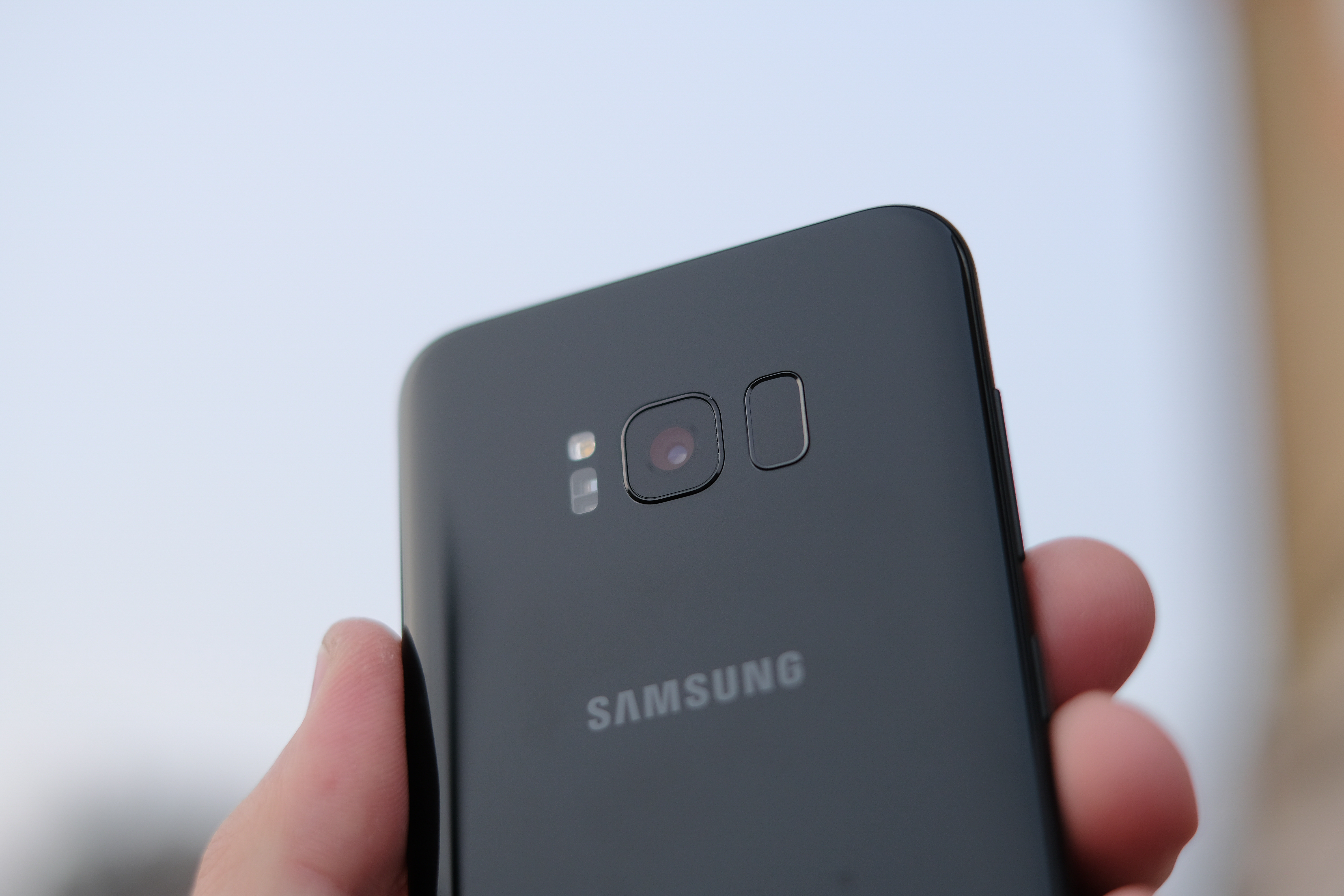
Galaxy S8+ (vue arrière).
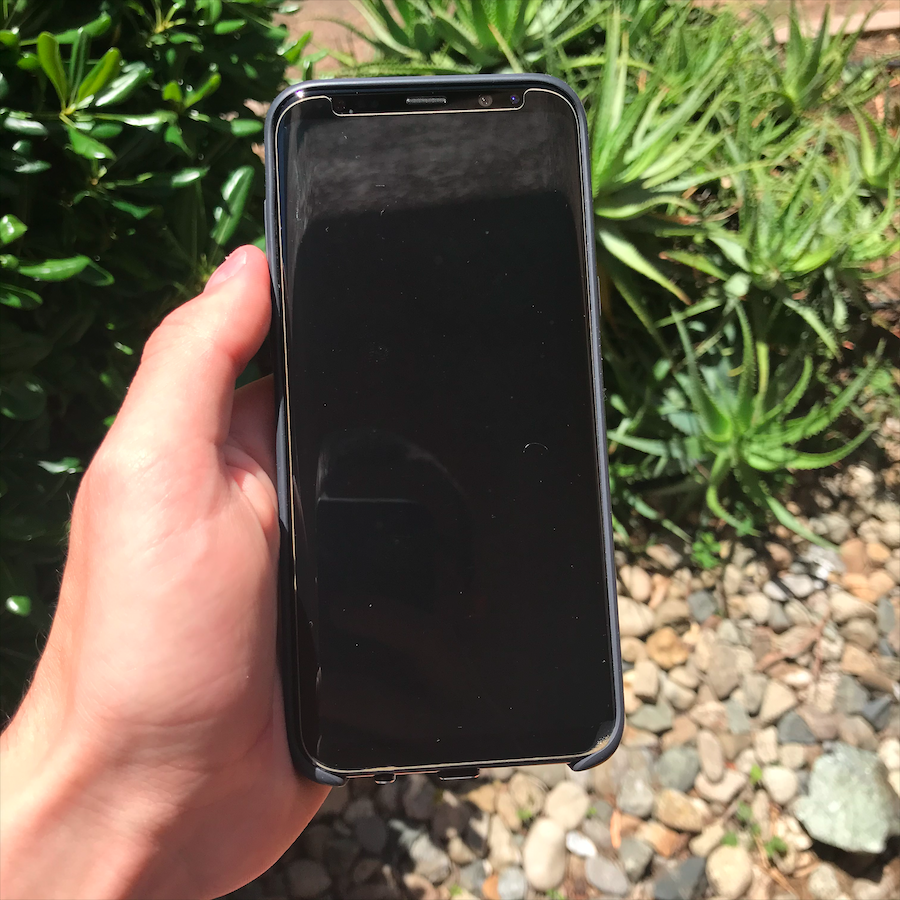
La Samsung Galaxy S8+ accompagné de sa Coque en silicone soir Samsung.
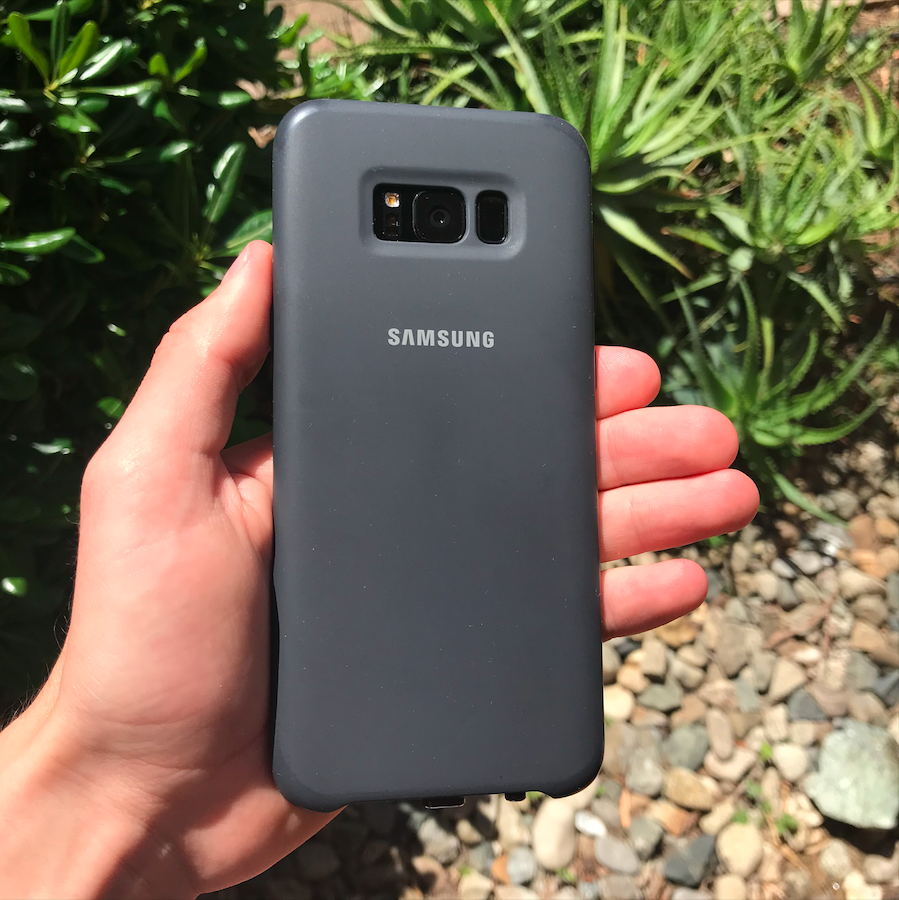
La Samsung Galaxy S8+ accompagné de sa Coque en silicone soir Samsung (verso).
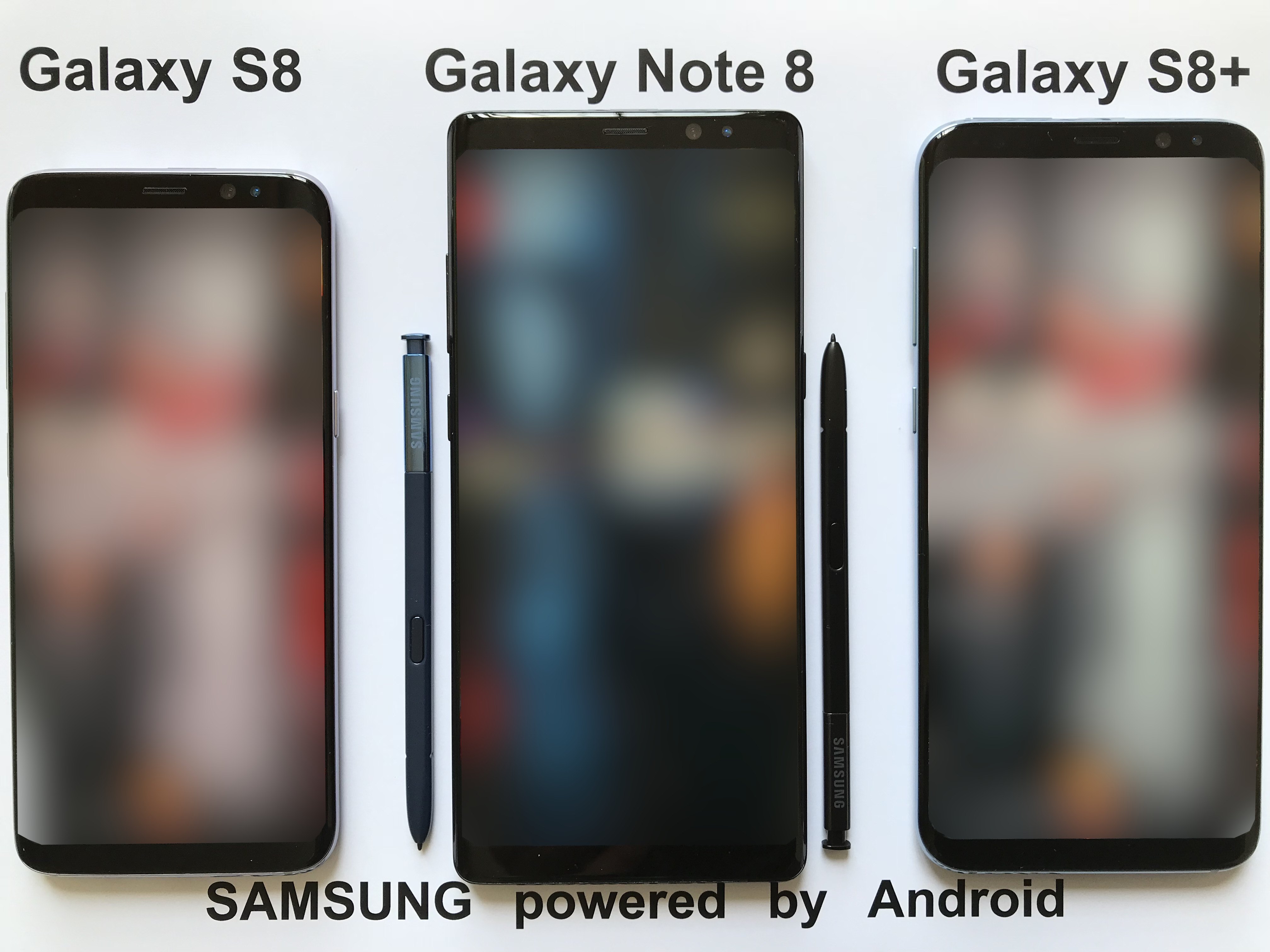
Le Galaxy S8 et le Galaxy S8+ avec le Galaxy Note 8 (vue avant).
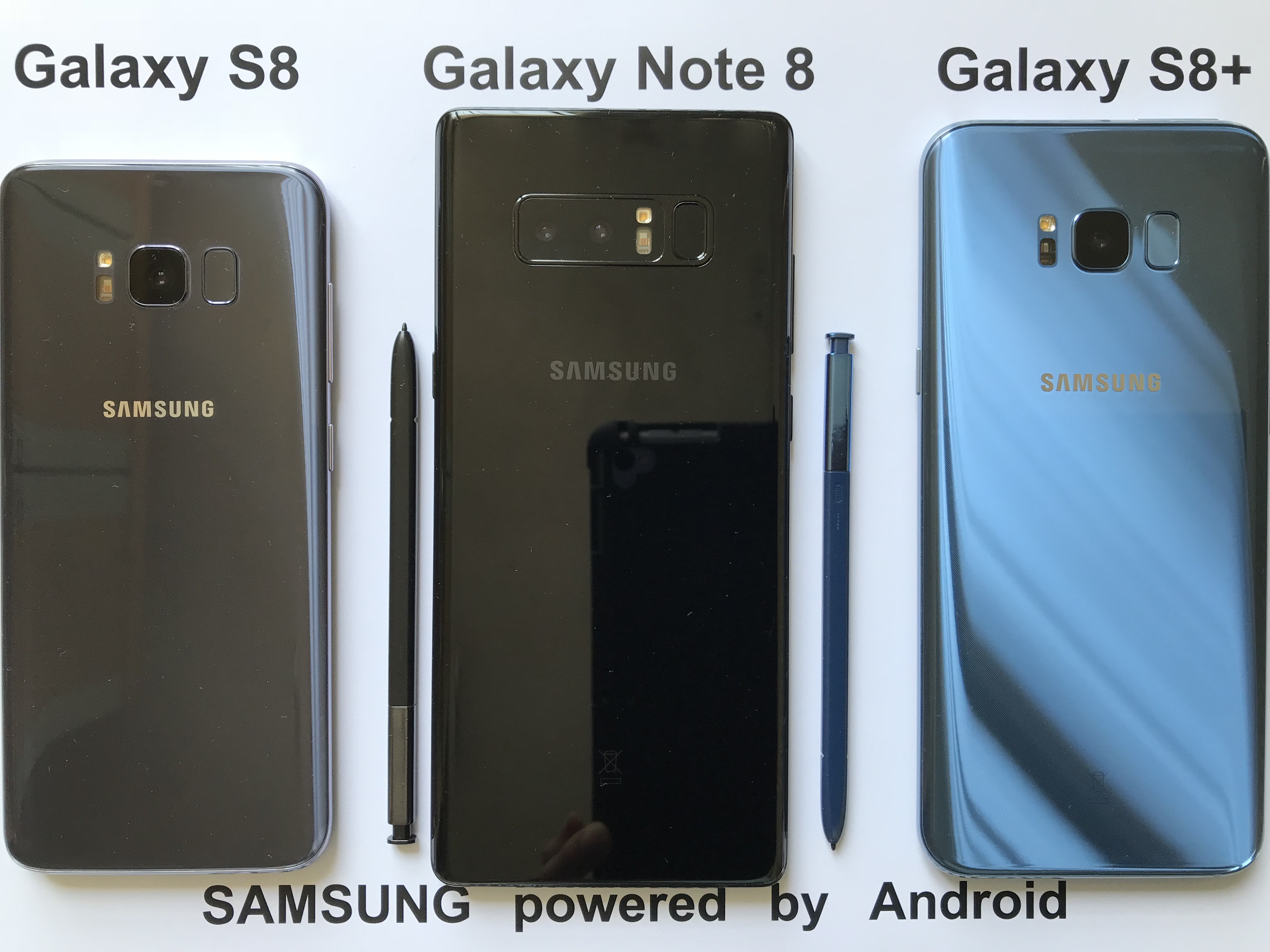
Le Galaxy S8 et le Galaxy S8+ avec le Galaxy Note 8 (vue arrière).